# Noshornsleguan
Noshornsleguan (Cyclura cornuta) är en stor marklevande ödla som tillhör familjen leguaner. Både det vetenskapliga artepitetet cornuta och det svenska namnet noshornsleguan kommer sig av den har hornliknade knölar på nosen (cornuta kan härledas från latinets cornutus, som betyder "behornad"). Den förekommer på ön Hispaniola och några till denna närliggande småöar i Karibiska havet.
På grund av att de vilda populationerna minskat som en följ av habitatförlust, predation från införda rovdjur, illegal jakt och insamling är noshornsleguanen rödlistad som sårbar av internationella naturvårdsunionen (IUCN). Av CITES (Convention of International Trade in Endangered Species) är den upptagen enligt appendix I.

## Kännetecken
Noshornsleguanen är massivt byggd och kan bli upp till nära 120 centimeter lång, inklusive svansen. Hanarna blir större i kroppen än honorna och även hornen på nosen som gett arten dess namn är större hos hanarna än hos honorna. Egentligen är hornen på nosen förstorade fjäll. Färgen på kroppen är gråaktig brun till lite olivgrönaktig.

## Levnadssätt
Noshornsleguanen förekommer på Hispaniola framför allt i låglänta kustnära områden i torra skogar och i torra och klippiga och steniga områden. Områdena där leguanerna lever har en ungefärlig årlig nederbörd på mellan 470 och 1 000 millimeter och medeltemperatur på omkring 25 °C. Höjdgränsen för leguanerna går vid omkring 400 meter över havet.
Leguanerna är dagaktiva och värmer sig i solen. Vid nattvila eller för skydd eller svalka om det är för varmt under dagen drar den sig till klippskrevor, grottor, grävda hålor eller ihåliga trädstammar.
Födan består främst av växtdelar som frukt, löv, blommor.
Parningstiden infaller vid början på årets första regnperiod. Hanarna försvarar revir mot andra hanar och parar sig med flera honor. En hona lägger mellan 2 och 34 ägg (omkring 17 är vanligt).

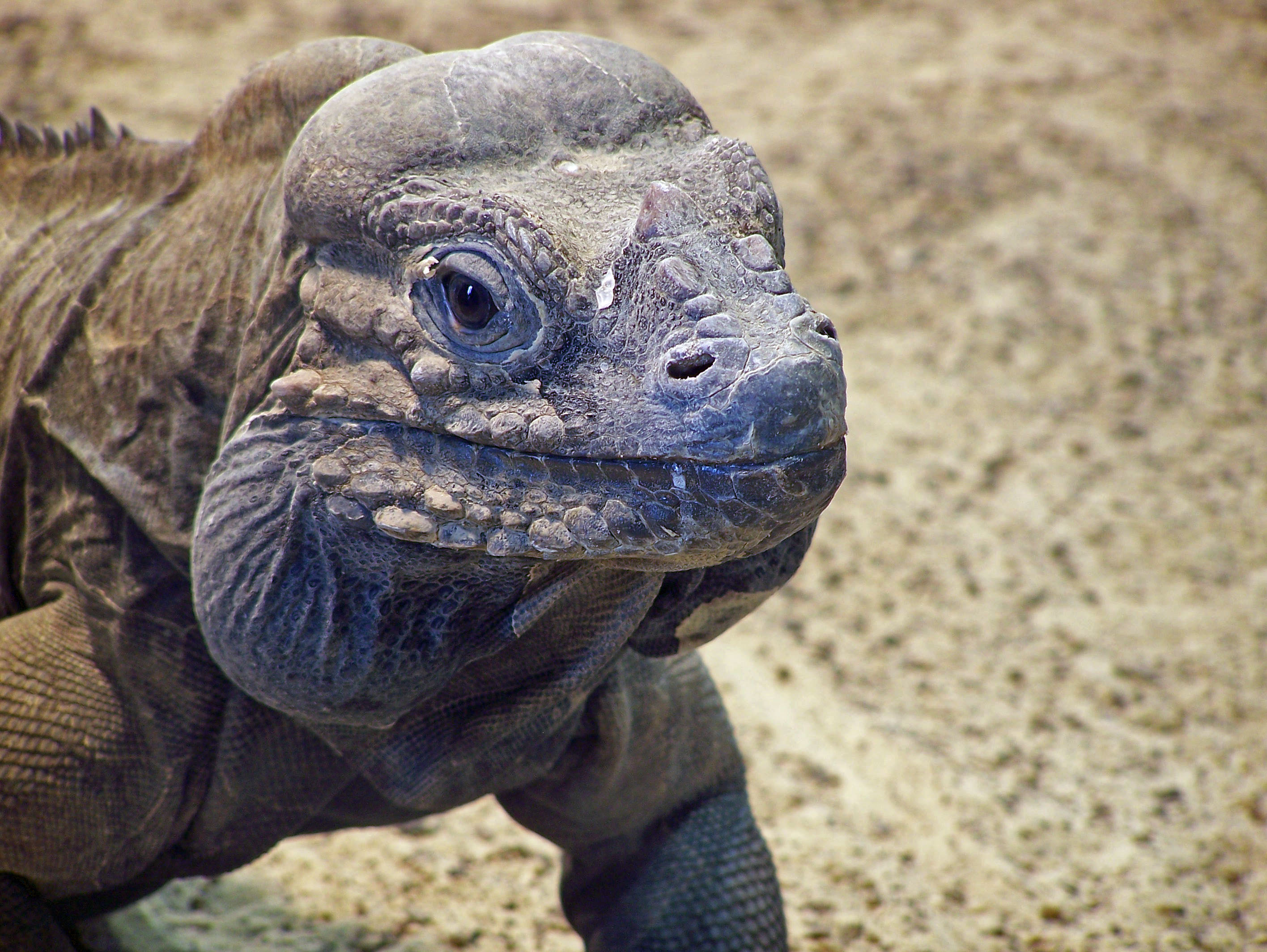
Noshornsleguan, närbild på huvudet.